# 1011
1011（千十一、一〇一一、せんじゅういち）は自然数、また整数において、1010の次で1012の前の数である。

## 性質
- 1011は合成数であり、約数は 1, 3, 337, 1011 である。
  - 約数の和は1352。
- 303番目の半素数である。1つ前は1007、次は1018。
- 217番目のハーシャッド数である。1つ前は1010、次は1012。
  - 3を基とする12番目のハーシャッド数である。1つ前は1002、次は1020。
- 1011 = 12 + 72 + 312 = 12 + 132 + 292 = 52 + 192 + 252 = 72 + 112 + 292 = 112 + 192 + 232
  - 異なる3つの平方数の和5通りで表せる51番目の数である。1つ前は1006、次は1021。(オンライン整数列大辞典の数列 A025343)
- 1011 = 103 + 10 + 1
  - n = 10 のときの n3 + n + 1 の値とみたとき1つ前は739、次は1343。(オンライン整数列大辞典の数列 A071568)

## その他 1011 に関連すること
- 西暦1011年
- ロッキード L-1011 トライスター